# See You Again (cântec de Miley Cyrus)
See You Again (ro.: Să te revăd) este piesa de debut a cântăreței adolescente americane Miley Cyrus.
De asemenea,este prima piesa promovată extrasă de pe albumul de debut Hannah Montana 2/Meet Miley Cyrus. Melodia a fost scrisă de Miley Cyrus (pe atunci Destiny Hope Cyrus) în colaborare cu Antonia Armato și produsă de Armato împreună cu Tim James. A fost realizat sub Hollywood Records la sfârșitul anului 2007. În România a fost lansat în octombrie 2008. Este primul cântec care intră în top 10 al lui Cyrus.

## Compoziția
"See You Again" a fost compus de către Miley Cyrus și Antonia Armato.Este predominant un cântec rapid, în up-tempo, cu 138 de beat uri pe minut (în medie). Este cântat în cheia A Minor. Conține fragmente din hitul "Sunglasses At Night" al lui Corey Hart.

### Versuri
Versurile, scrise de Cyrus în anul 2006, vorebsc despre o fostă întâlnire a ei cu un băiat, pe care îl credea "Cel Ales" . Miley spune că era foarte emoționată, dar de abia așteaptă să se revadă cu el. De asemenea, în refren se face o referire la prietena ei cea mai bună, Leslie.
The Last time I freaked out

I just kept lookin' down,

I stu-stu-stuttered when you asked me what I'm thinkin' bout, 

It's like a couldnt breathe 

you asked whats wrong with me 

My best friend ,Leslie says "She's just being Miley!"' 

And the next time we hang out 

I will redeem myself 

My heart can rest till then Whoa,Whoa I, 

Now I can't wait to see you again!
În română:
Ultima oară când am fost resuscitată 

Am continuat să privesc în jos 

M-am bâlbâit cand m-ai intrebat la ce mă gândesc 

Simțeam că nu pot respira 

M-ai întrebat ce am pățit 

Prietena mea cea mai bună, Leslie a spus:
"A,e doar Miley!" 

Data viitoare când ieșim 

O să mă rescumpăr 

Inima mea se poate odihnii până atunci, Uau-Uau Eu, 

da, Eu nu mai pot aștepta să Te Revăd!

## Recepție
Bill Lamb, editor al site-ului [About.com] i-a dat piesei "See You Again" 4 stele și jumate dintr-un total de 5. De asemenea, Miley a fost criticată pozitiv pentru compoziție.

## Evoluția în Clasamente
Cântecul a intrat în topul Bubbling Under Hot 100 în noiembrie 2007, pe locul 27 (127 în Hot 100).Piesa a urcat foarte încet în clasament, ajungând în top 40 de abia în 2008.S-a apropiat de top 10 doar în aprilie 2008, când a staționat două săptămâni pe poziția 10, cu peste 2.000.000 de descărcări legale. Cântecul a fost remixat și prezent pe albumul sofomor al lui Cyrus, Breakout în iunie 2008. Varianta remixată are statutul de single în mai multe țări europene. În Regatul Unit s-a clasat pe locul 11, ocupând poziția cu numărul 100 în topul de sfârșit de an (2008). De asemenea, s-a clasat și în țări precum Austria, Australia, Mexic, Irlanda, România și altete. Deși a fost lansat în 2007, nu a avut nicio clasare majoră decât din 2008.

## Interpretări Live
Pe 7 iunie 2009, Miley Cyrus a cântat "See You Again", mixat cu "Fly On The Wall", la a douăsprezecea ediție a "A Time for Heroes Celebrity Carnival".
Ea a interpretat "See You Again", alături de "G.N.O. (Girls Night Out)", la Jocurile Disney Channel 2007.De asemenea, a cântat piesa la finala din 2008 a "American Idol" și la "DC Games 2008".
De asemenea, Miley Cyrus a interpretat live piesa "See You Again" la fiecare concert din cadrul primului ei turneu - "Hannah Montana & Miley Cyrus: The Best Of Both Worlds", desfășurat în Statele Unite ale Americii între anii 2007 și 2008. Piesa a fost cântată live și în cadrul concertului "Miley Cyrus: Live la Berlin!", din 2008, care a fost difuzat și pe Disney Channel România. Până la 29 decembrie 2009, "See You Again" a fost cel de-al doilea număr muzical al concertelor din cadrul primului ei turneu mondial "Wonder World Tour" , în America, Regatul Unit și Irlanda.

## Rock Mafia Remix
"See You Again" a fost remixat de Rock Mafia, iar remixul a fost lansat pe albumul Breakout al lui Cyrus, din 2008. Remixul a fost lansat oficial ca single digital în Regatul Unit, pe 11 august 2008.De asemenea, varianta remixată a fost lansată ca single în majoritatea staelor din Europa de Est, inclusiv România.

### Videoclip
Un filmuleț din cadrul prestației de la "Disney Channel Games 2008" a fost editat, și transformat în videoclipul piesei pentru Regatul Unit. Ulterior, a fost difuzat și în Irlanda, Spania, Italia și România. În videoclip, Miley poartă un costum sport alb cu pantofi cu toc de 5 centimetri. La un moment dat, Miley face un gest precum o închinare, la refren.

## Clasamente
| Clasament (2007/2008)    | Poziție |
| ------------------------ | ------- |
| Australia                | 6       |
| Canadian Hot 100         | 4       |
| Irlanda                  | 13      |
| Oceania                  | 11      |
| UK Singles Chart         | 11      |
| S.U.A. Billboard Hot 100 | 10      |
| S.U.A. Pop               | 6       |
| Clasament (2009)         | Poziție |
| Flandra                  | 43      |
| Austria                  | 30      |
| Germania                 | 52      |
| Romanian Top 100         | 73      |